# Iwan Chramkow
Iwan Pietrowicz Chramkow (ros. Иван Петрович Храмков, ur. 29 sierpnia 1905 w guberni kałuskiej, zm. 19 sierpnia 1977 w Moskwie) – radziecki polityk, I sekretarz Komitetu Obwodowego Komunistycznej Partii Kazachstanu (1954-1959).
Sekretarz komórki Komsomołu w fabryce papierniczej, od 1926 w WKP(b), 1926-1928 sekretarz odpowiedzialny komitetu Komsomołu w guberni kałuskiej, 1928-1929 kierownik Wydziału Agitacyjno-Propagandowego Kałuskiego Gubernialnego Komitetu WKP(b), 1930-1931 kierownik wydziału organizacyjnego rejonowego komitetu WKP(b) w obwodzie moskiewskim, 1931-1934 organizator partyjny Komitetu Miejskiego WKP(b) w Moskwie w kopalniach, 1934-1937 studiował na Komunistycznym Uniwersytecie im. Swierdłowa, 1937-1939 II sekretarz Komitetu Obwodowego WKP(b) Karaczewskiego Obwodu Autonomicznego. Od 1939 sekretarz Ordżonikidzewskiego Krajowego (obecnie kraj Stawropolski) Komitetu WKP(b) ds. propagandy i agitacji, później ds. przemysłu spożywczego, 1942-1943 komisarz Zachodniej Grupy Oddziałów Partyzanckich w Kraju Ordżonikidzewskim. Od kwietnia 1943 do września 1945 I sekretarz Komitetu Miejskiego WKP(b) w Piatigorsku, 1945-1948 studiował w Wyższej Szkole Partyjnej przy KC WKP(b), od 1948 zastępca kierownika, później Wydziału Propagandy i Agitacji KC Komunistycznej Partii (bolszewików) Kazachstanu/Komunistycznej Partii Kazachstanu. Od stycznia 1954 do stycznia 1959 I sekretarz Komitetu Obwodowego KPK w Kustanaju, 1959-1961 członek Kolegium Ministerstwa Kultury ZSRR, od 1961 do śmierci dyrektor Państwowego Instytutu Rolniczego w Moskwie.

## Odznaczenia
- Order Lenina (dwukrotnie)
- Order Rewolucji Październikowej (1975)
- Order Czerwonego Sztandaru Pracy
- Order „Znak Honoru”